# Wilhelm II. (Béthune)
Wilhelm II., genannt der Rote (franz.: Guillaume le Roux de Béthune, † April 1214) war ein Herr von Béthune, Richebourg und Varneston, sowie erblicher advocatus der Kirche und Abtei Saint-Vaast von Arras.

Das alte Wappen des Hauses Béthune.

Er entstammte der einflussreichen Adelsfamilie Béthune aus dem Artois, die in Béthune ihren Stammsitz hatte. Er war der zweite Sohn des Sire Robert V. von Béthune (ebenfalls der Rote genannt) und der Adelheid von Saint-Pol. Seine Brüder waren:
- der ältere Robert VI. († 1193)
- der Ritter Baudouin († 1212)
- der berühmte Trouvère und Kreuzfahrer Conon († 1219/20)
- sowie Jean III., Bischof von Cambrai († 1219)

Mit seinem älteren Bruder Robert VI. begleitete Wilhelm den Vater im Gefolge des Grafen Philipp von Flandern im Jahr 1177 auf eine bewaffnete Pilgerfahrt in das Königreich Jerusalem. Dort sollten die Brüder mit den Schwestern des Königs Balduin IV., Sibylle und Isabella, verheiratet werden, was allerdings vom Haute Cour des Königreichs zurückgewiesen wurde. Die Familie Béthune, nun einschließlich der Brüder Baudouin und Conon, begleiteten den Grafen 1191 auch auf den dritten Kreuzzug, wo der Vater wie auch der Graf starben. Im Jahr 1193 starb auch Robert VI. worauf nun Wilhelm das Erbe seiner Familie übernahm.
Verheiratet war Wilhelm mit der Erbin von Dendermonde, Mathilde, mit der er mehrere Söhne hatte. Im Konflikt zwischen Graf Balduin IX. von Flandern und König Philipp II. August um die Lehnsherrschaft im Artois positionierten sich die Béthune auf beiden Seiten. Wilhelm und sein ältester Sohn Daniel hielten zu dem französischen König, während seine Brüder und der jüngere Sohn Robert VII. auf der Seite des Grafen standen. Am 23. Februar 1200 nahmen Wilhelm und Conon zusammen mit dem Grafen von Flandern das Kreuz zum vierten Kreuzzug. Im Gegensatz zu seinem jüngeren Bruder tat sich Wilhelm nicht außerordentlich auf diesem Kreuzzug hervor, machte aber die Eroberung von Konstantinopel (April 1204) mit, nach welcher der Graf von Flandern zum ersten Kaiser des neu gegründeten lateinischen Reichs gewählt wurde. Nach der desaströsen Schlacht von Adrianopel (April 1205), an der Wilhelm nicht teilnahm, trat er zusammen mit siebentausend Kreuzfahrern die Reise in die Heimat an. Sein Bruder Conon und der Kardinal Peter von Capua versuchten vergeblich und, nach den Worten Villehardouins, unter Tränen sie zum Bleiben zu bewegen. Conon blieb in Konstantinopel zurück und starb dort mehrere Jahre später. Wilhelm selbst starb im April 1214 wenige Monate vor der Schlacht bei Bouvines.